# Culicoides begueti
Culicoides begueti är en tvåvingeart som beskrevs av Jean Clastrier 1957.
Culicoides begueti ingår i släktet Culicoides och familjen svidknott. Inga underarter finns listade i Catalogue of Life.